# Dendroica occidentalis
A Dendroica occidentalis a madarak osztályának verébalakúak (Passeriformes) rendjébe és az újvilági poszátafélék (Parulidae) családjába tartozó faj.

## Előfordulása
Az Amerikai Egyesült Államok nyugati részén fészkel, telelni délebbre Mexikóba, Hondurasba, Nicaraguába és Salvadorba vonul. Kóborlásai során eljut Belizébe és Panamába is. Tűlevelű- és lombhullató erdőkben fészkel, a telet a szubtrópusi és trópusi síkvidéki erdőkben tölti.

## Megjelenése
Átlagos testhossza 14 centiméter, szárnyfesztávolsága 20 centiméter, testtömege pedig 9,45 gramm.

## Életmódja
Hernyókkal, bogarakkal, rovarokkal és pókokkal táplálkozik.

## Szaporodása
Fészekalja 3-5 krémes fehér színű, barna foltos tojásból áll, melyen 11-13 napig kotlik. A fiatalok kirepülése még 8-10 nap.